# Moulin de la Courade
Le Moulin de la Courade est une ancienne papeterie du département de la Charente, en France.
Il est situé sur la Boëme, affluent de la Charente et dans la commune de La Couronne, au sud-ouest de l'agglomération d'Angoulême.
Il est inscrit aux Monuments historiques depuis 2009.

## Histoire
En 1634, un moulin à papier s'installe à cet endroit sur la Boëme.
En 1741, il fait partie de la Manufacture royale d'Angoulême, créée par le négociant parisien Jacques Henry (1695-1749), et dont faisait aussi partie la papeterie de Colas (aussi à La Couronne), avec d'importants privilèges. Le titre fut supprimé en 1763 par Turgot, et de nombreuses papeteries fermèrent leurs portes.
Le moulin restera la propriété de la famille Henry jusqu'au XXe siècle. 
- Jacques Henry (1695-1749)
- Jean Armand Dervaud, époux de Marie-Thérèse Henry (fille de Jacques Henry)
- Jean-Théodore Henry, Sieur de la Courade (né en 1736), maire d'Angoulême en 1793, fils de Jacques Henry
- Pierre Auguste Henry, sieur de Villarmain (1738-1817), fils de Jacques Henry

Jusqu'à présent, le papier était fabriqué par broyage de chiffons, ou peilles, en pâte à l'aide de maillets en série, ou martinets. À la papeterie d'Essonnes, au sud de Paris, on avait essayé un nouveau système à base de cylindre en rotation, appelé pile hollandaise, mis au point en 1682 en Angleterre et en Hollande, qui avait donné de bons résultats. En 1761, le marquis de Montalembert l'essaya au moulin du Verger à Puymoyen.
En 1785, le petit-fils du négociant, Henry de Villarmain, installa ce système à la Courade. 
C'est aussi à la Courade que furent introduits en 1806 les cylindres à moyeu en bois, plus légers que ceux en fonte et expérimentés en 1778 dans les papeteries d'Essonnes et d'Annonay.
Henry Lacourade, frère de Henry de Villarmain et exploitant du moulin en 1818, donne à l'usine sa forme actuelle en U et augmente le nombre de cuves à quatre. Un nouvel atelier de fabrication mécanique fut construit en 1837 pour Durandeau, Lacombe et Cie, nouvelle société d'exploitation.
Lors des expositions industrielles de 1844 et 1849, les papiers produits au moulin de la Courade, déjà remarqués en 1839, ont reçu une médaille d'or pour leur qualité.
Le logement patronal fut construit en 1875, en pierre de taille. Ce logis est appelé « le château ». 
En 1904, Henry Lacourade transforme l'usine en cartonnerie et y construit le nouveau bâtiment d'eau pour l'installation d'une turbine de production d'électricité. 
L'effectif en 1909 était de 30 personnes. La production s'arrête en 1969, et le dernier fabricant est Jean-Baptiste Guillaud, dont descendent les propriétaires actuels, Philippe et Jean-Jacques Doré.
La totalité des bâtiments ainsi qu'une partie du logement des ouvriers qui est à l'écart au nord sont inscrits aux Monuments historiques depuis 2009. Privés, l'ensemble et le parc sont ouverts au public pour la visite depuis 2011.

## Le parc
Derrière le logis patronal, le parc à l'anglaise de deux hectares est typique du XIXe siècle. Des sentiers ombragés le parcourent, avec une fontaine et un bassin. Le canal de la Boëme, bordé de platanes, le traverse. 
Une folie est construite au fond du parc sur une petite butte, avec un chemin en colimaçon. 
Les arbres sont typiques de ceux plantés dans les parcs à cette époque : magnolia, séquoia, charme, tilleul, if, platane, buis, marronnier, cèdres du Liban et de l'Atlas, pin parasol, etc..

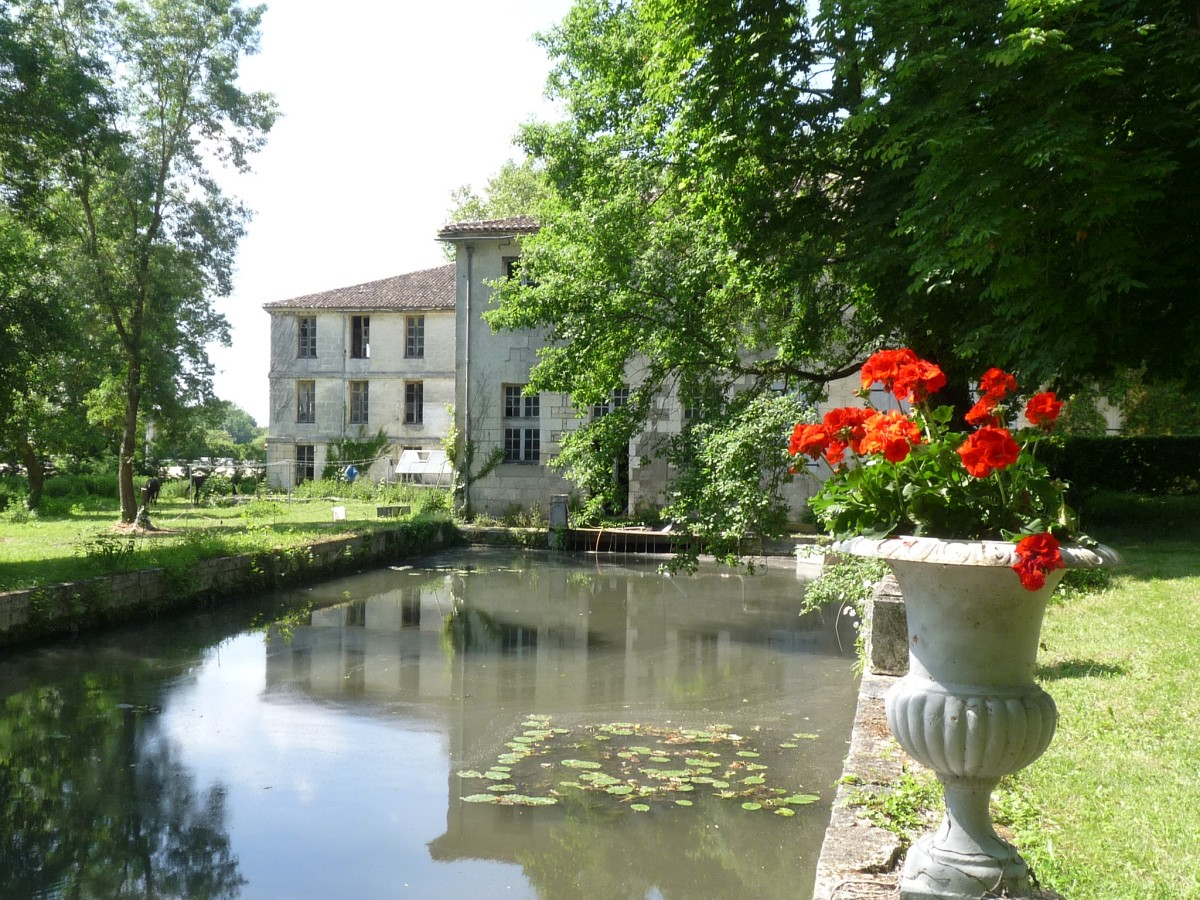
Canal de la Boëme vu du parc.
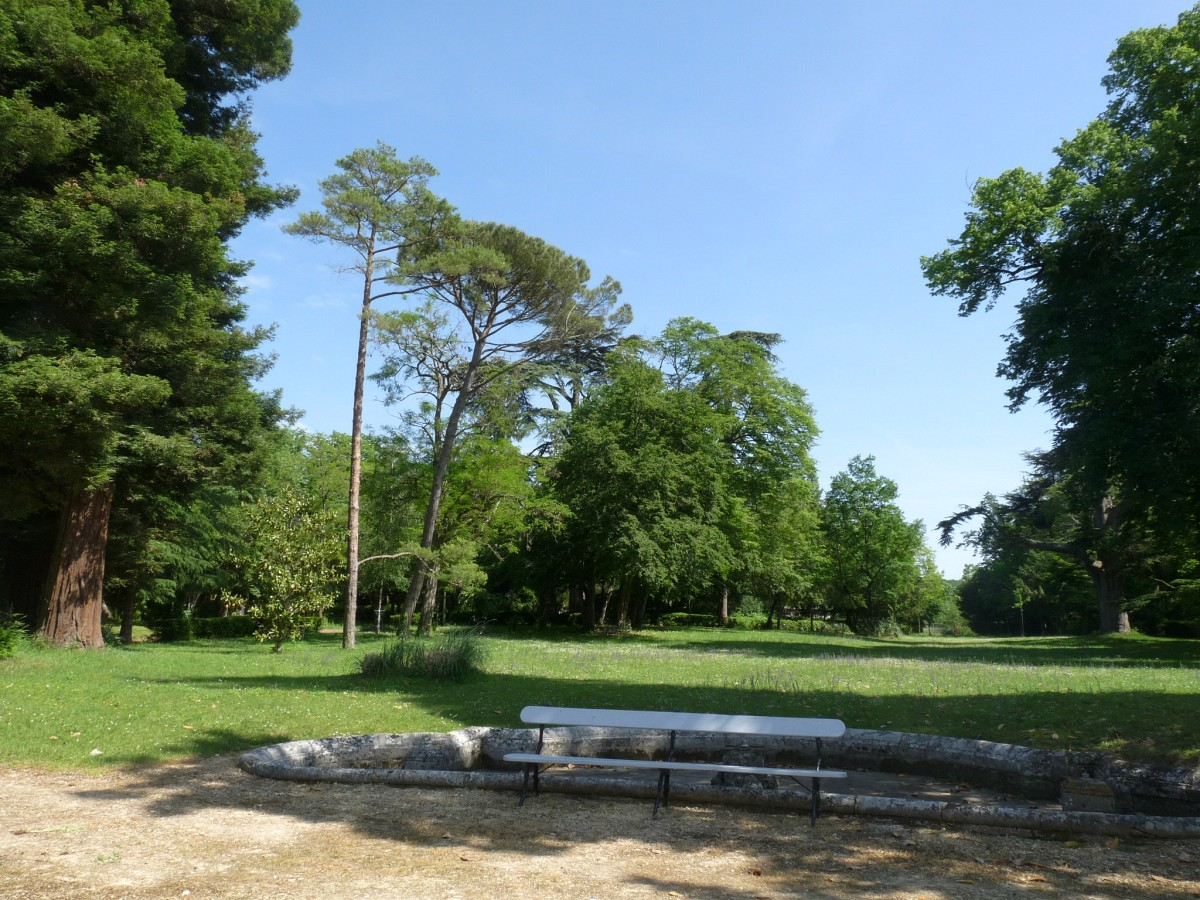
Le parc et le bassin.
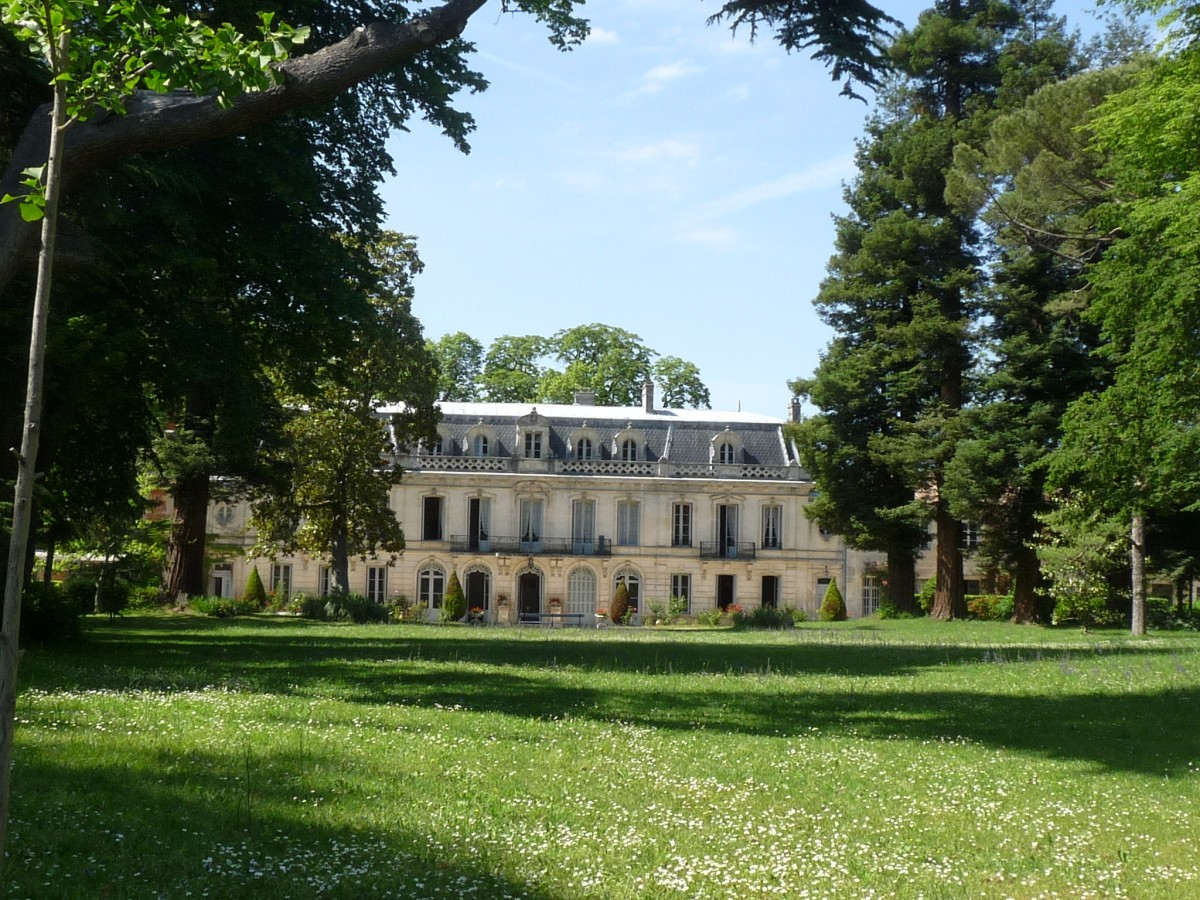
Le château vu du parc.
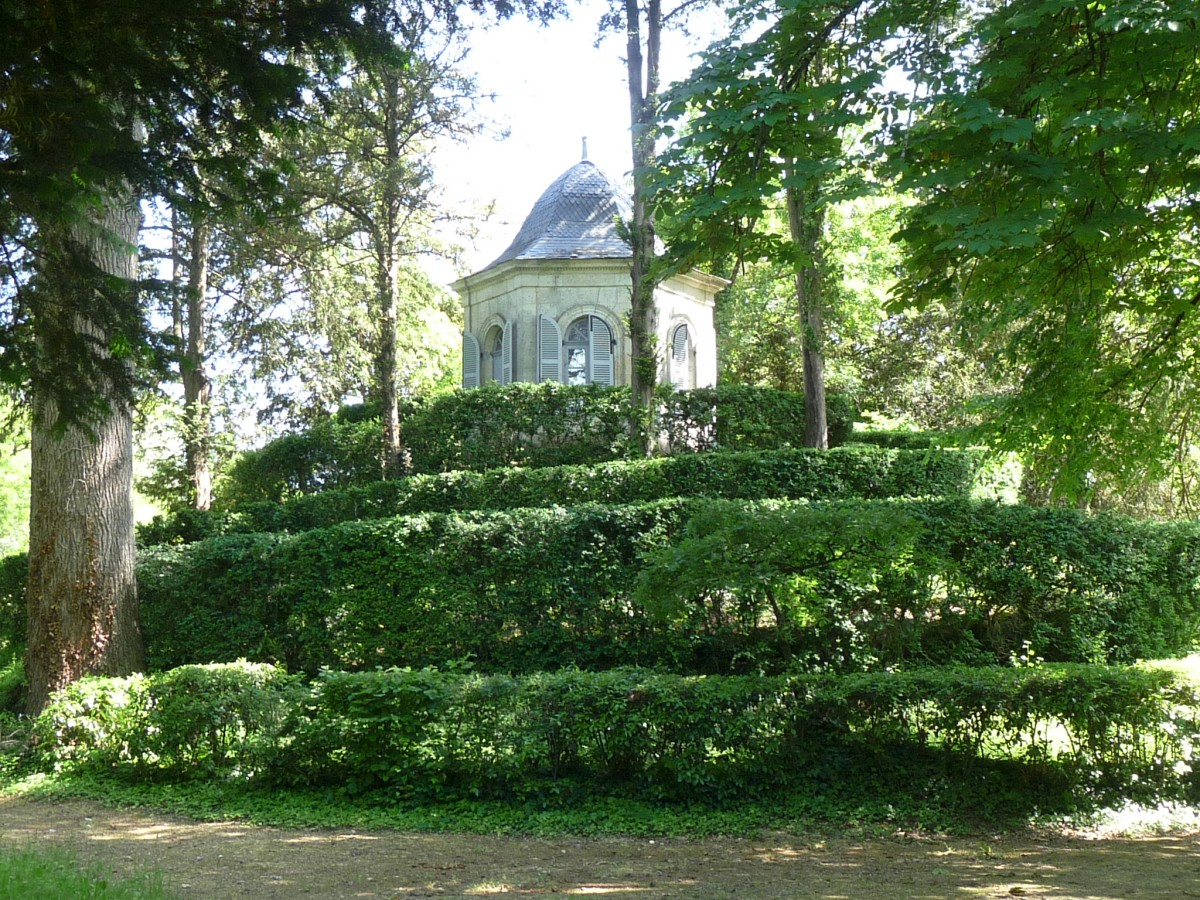
La folie au fond du parc.

## Galerie

La fabrique
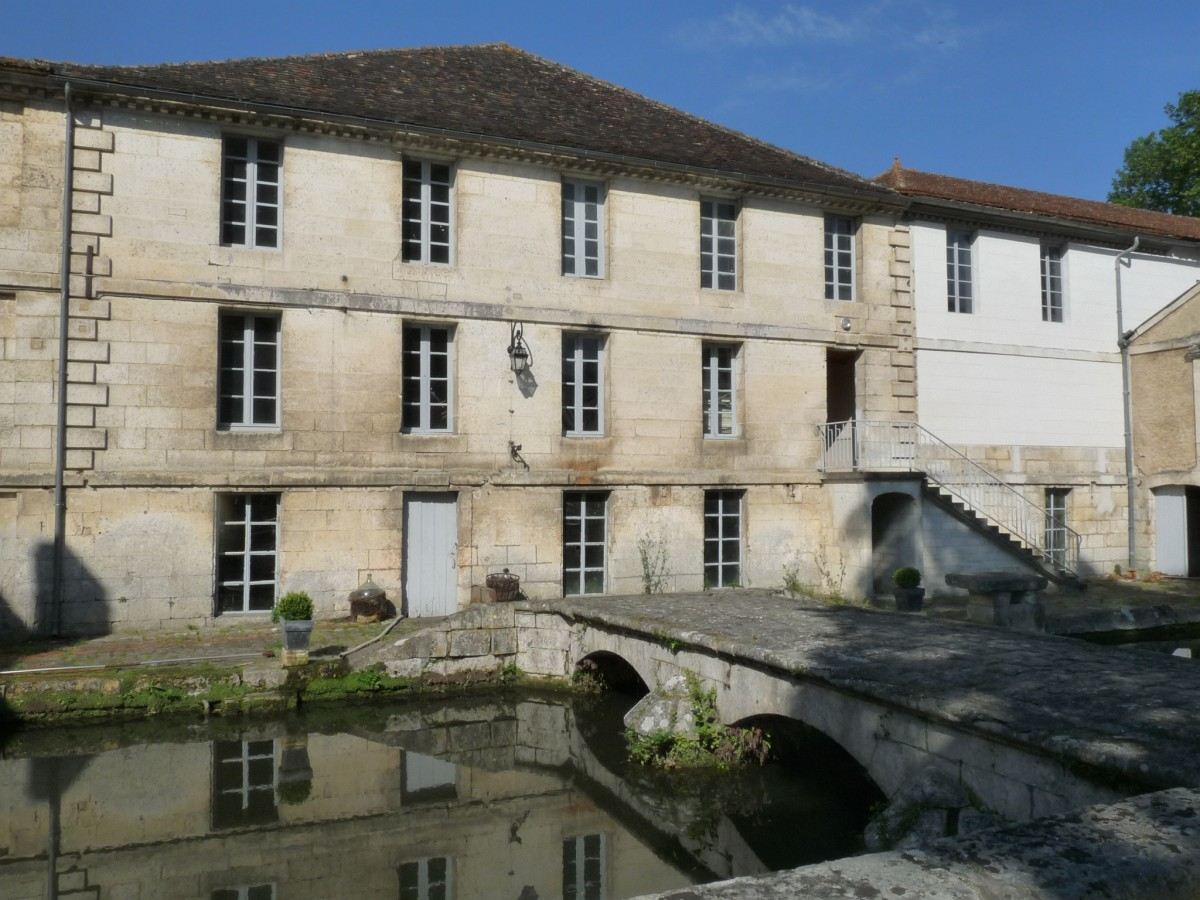
Les bâtiments.
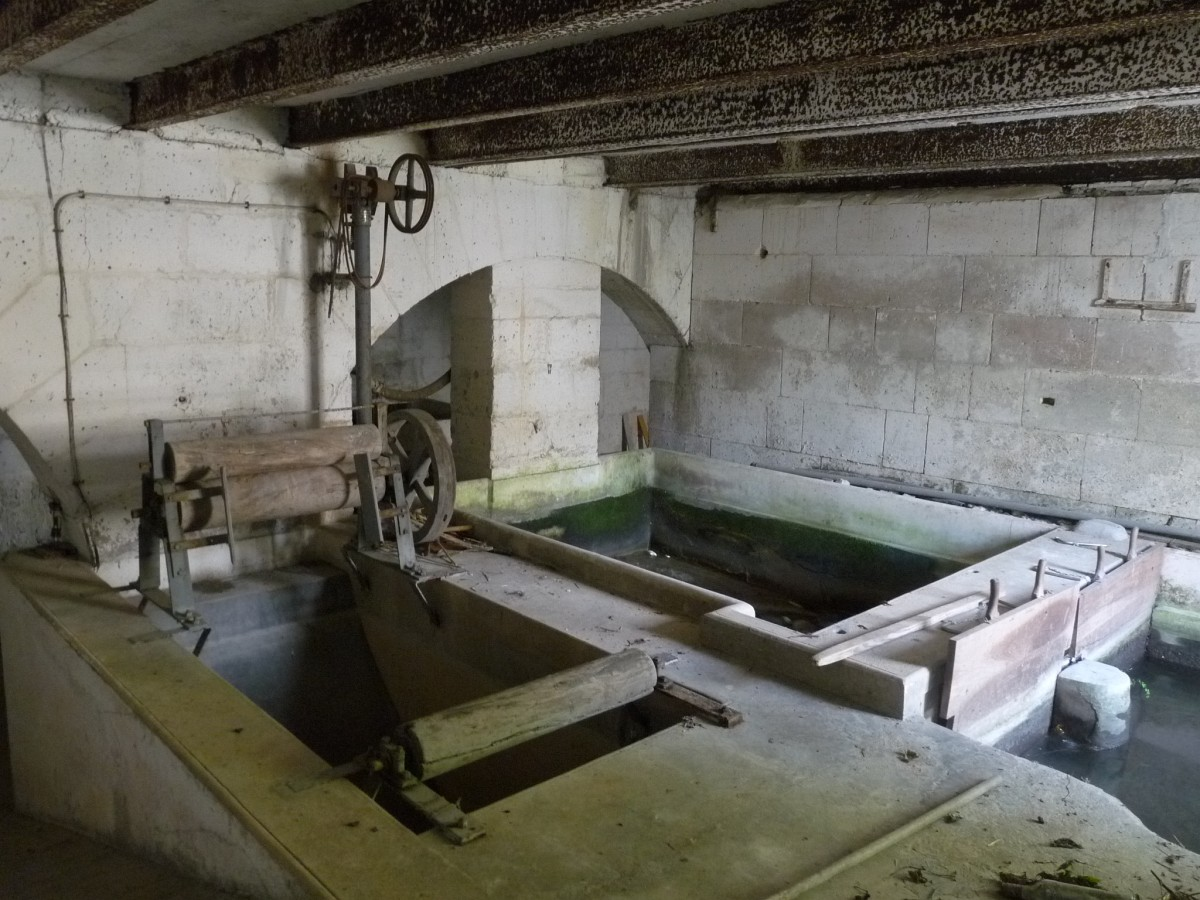
Le haut de la chute d'eau.
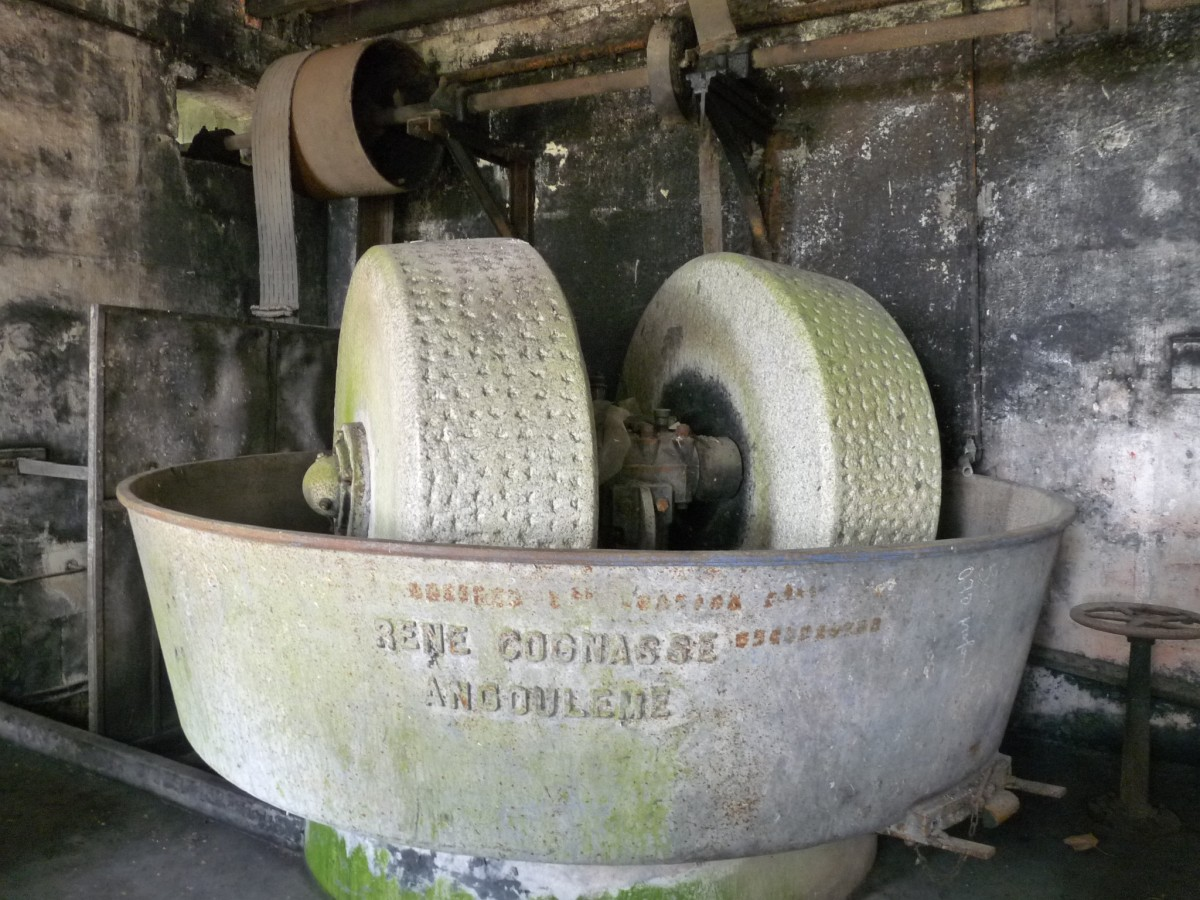
Meules servant pour la pâte à papier.
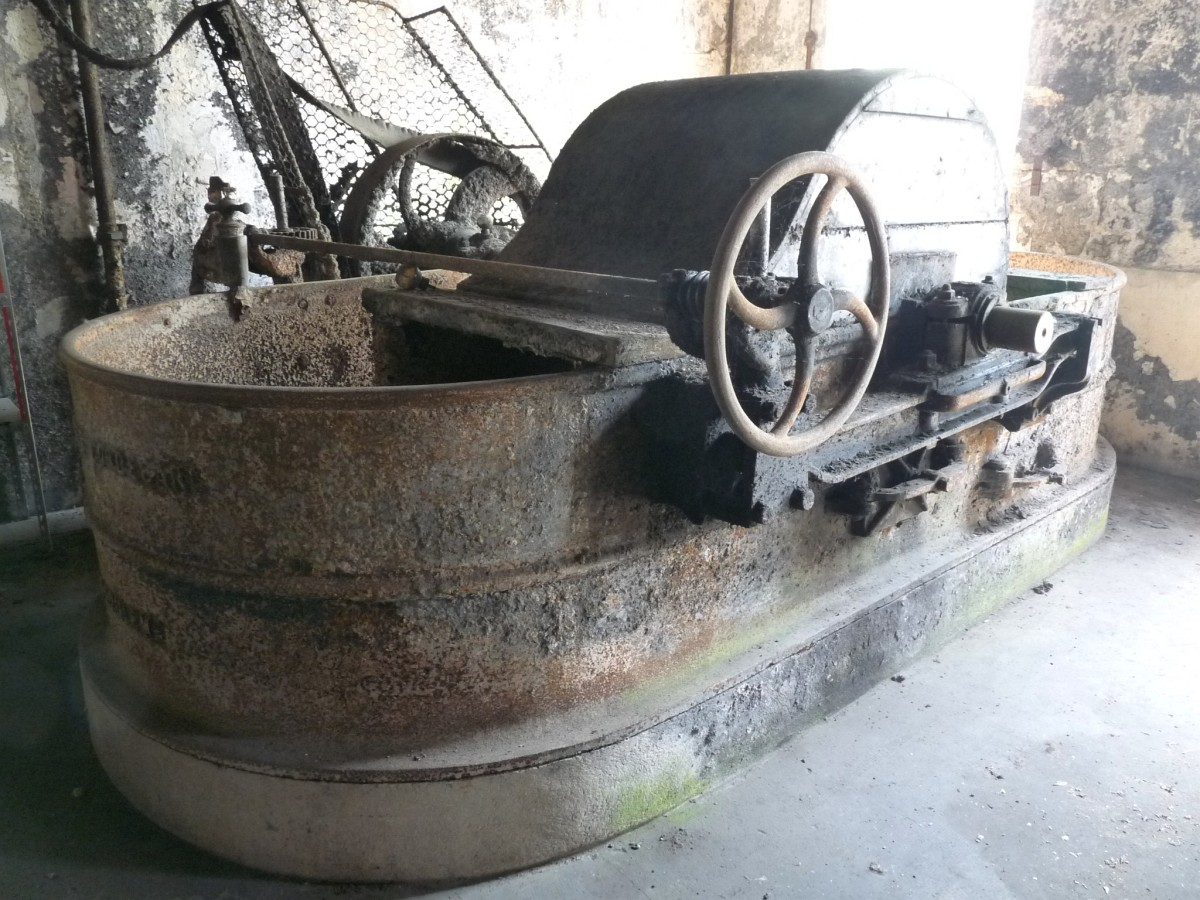
Pile hollandaise.
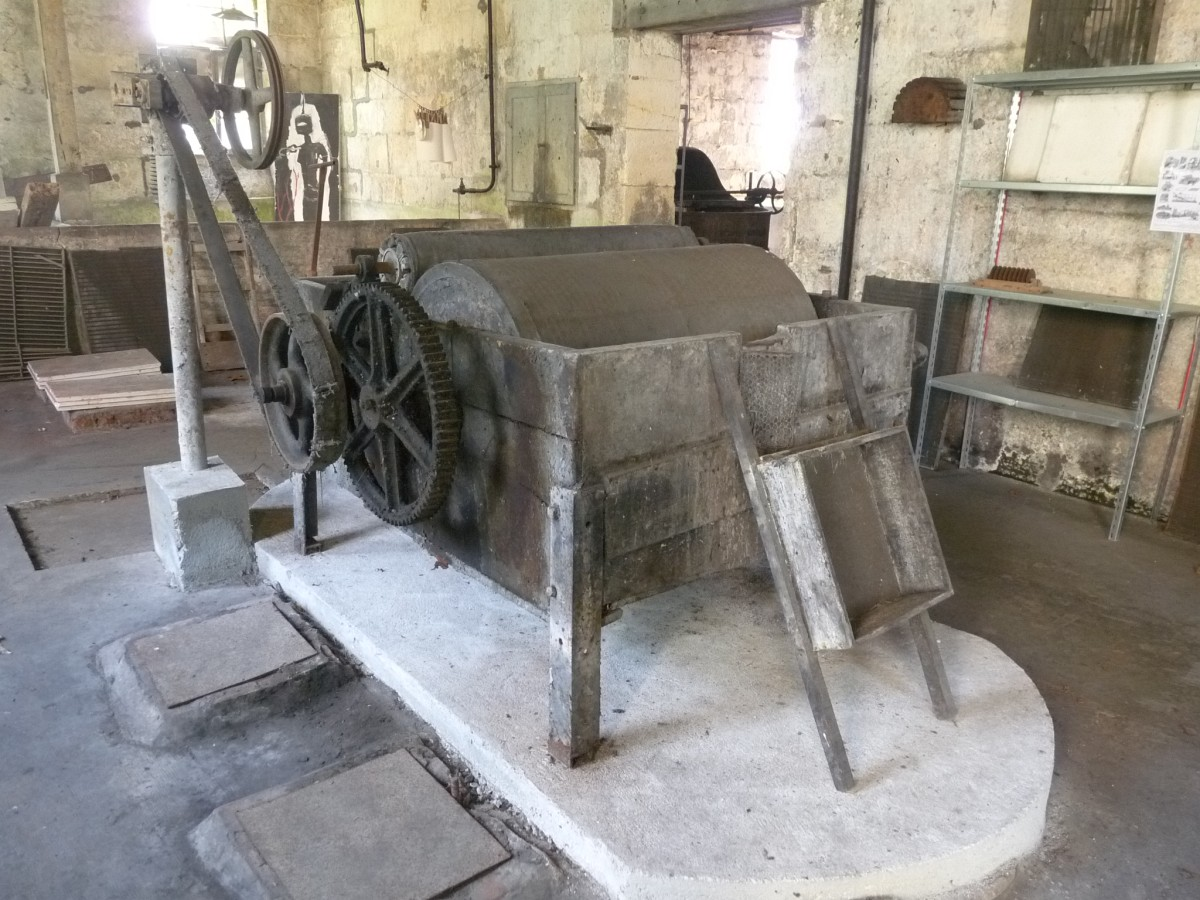
Cylindre "forme ronde" pour fabriquer le papier vergé.
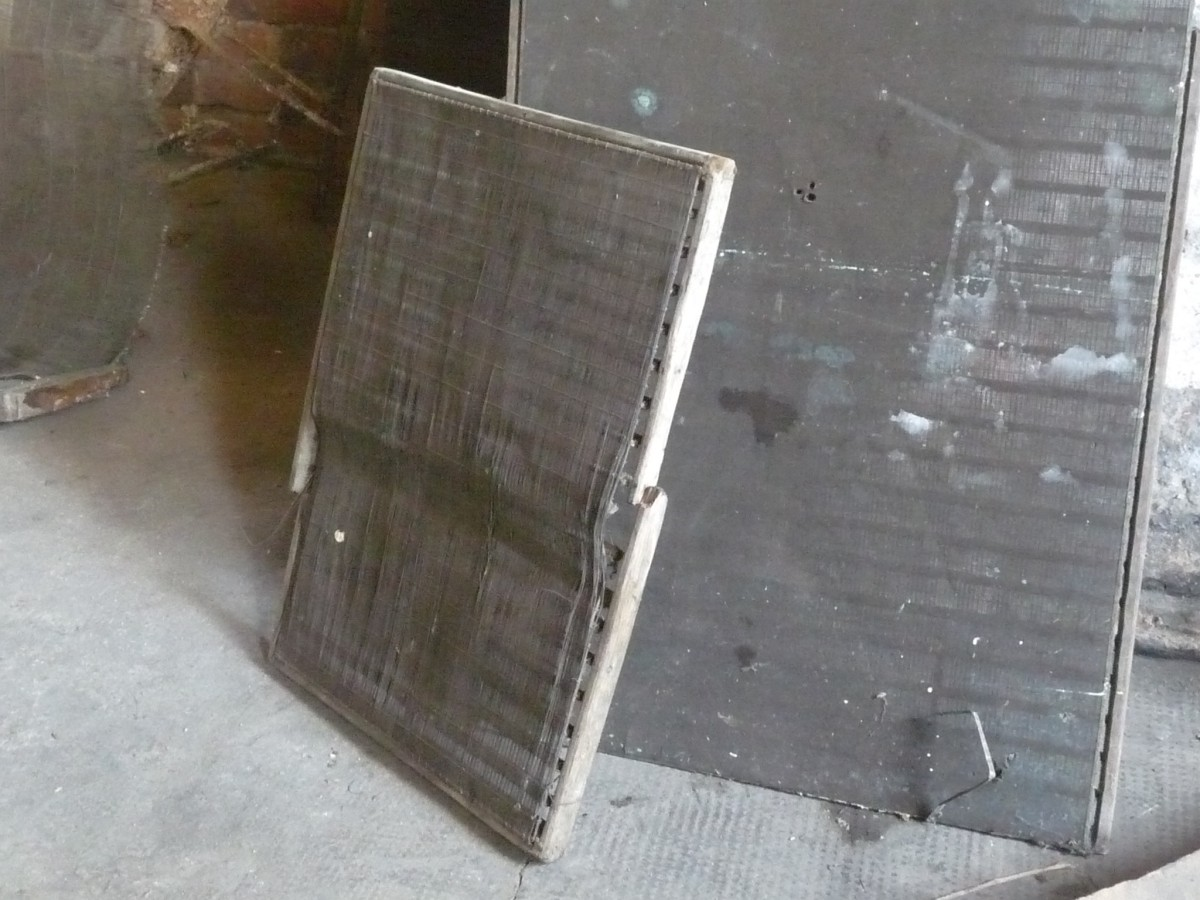
Cadres A3 et A2.
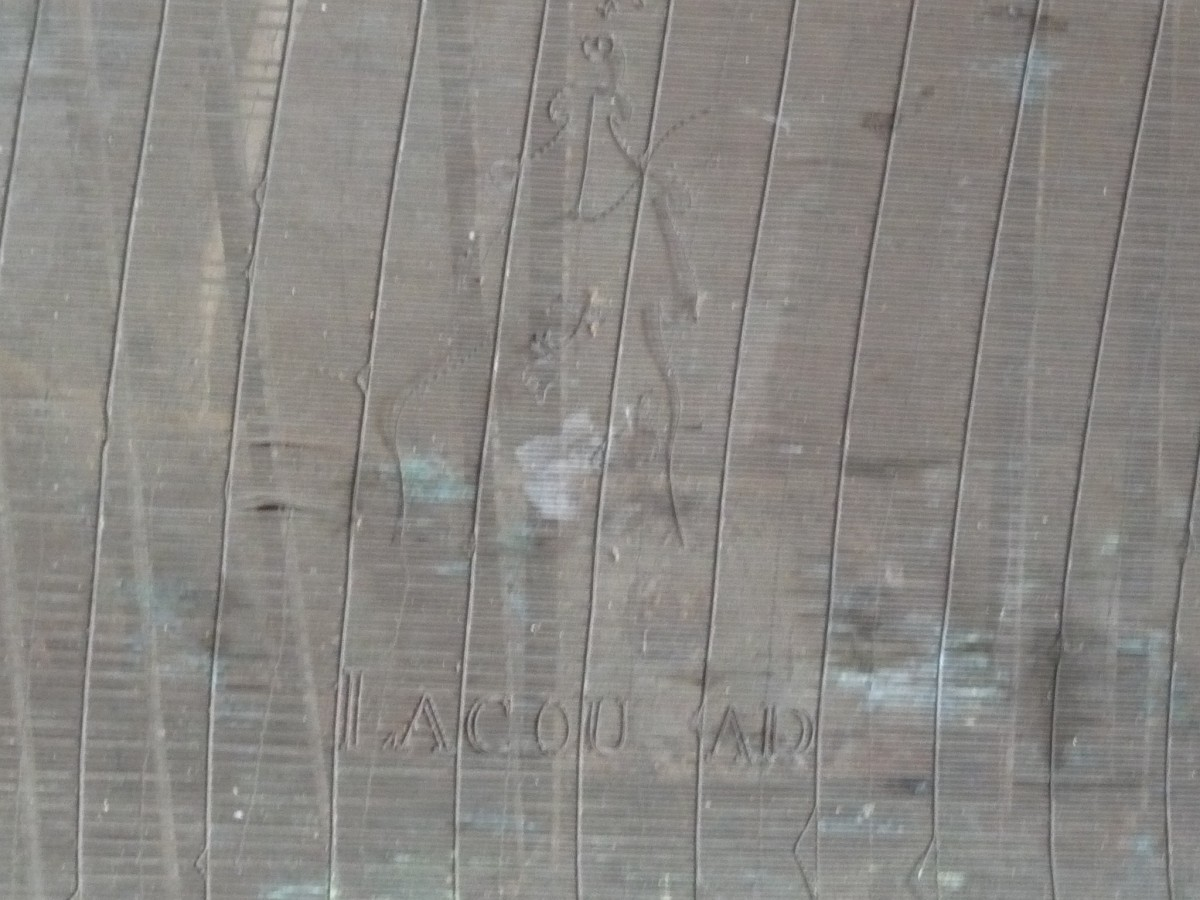
Le filigrane.
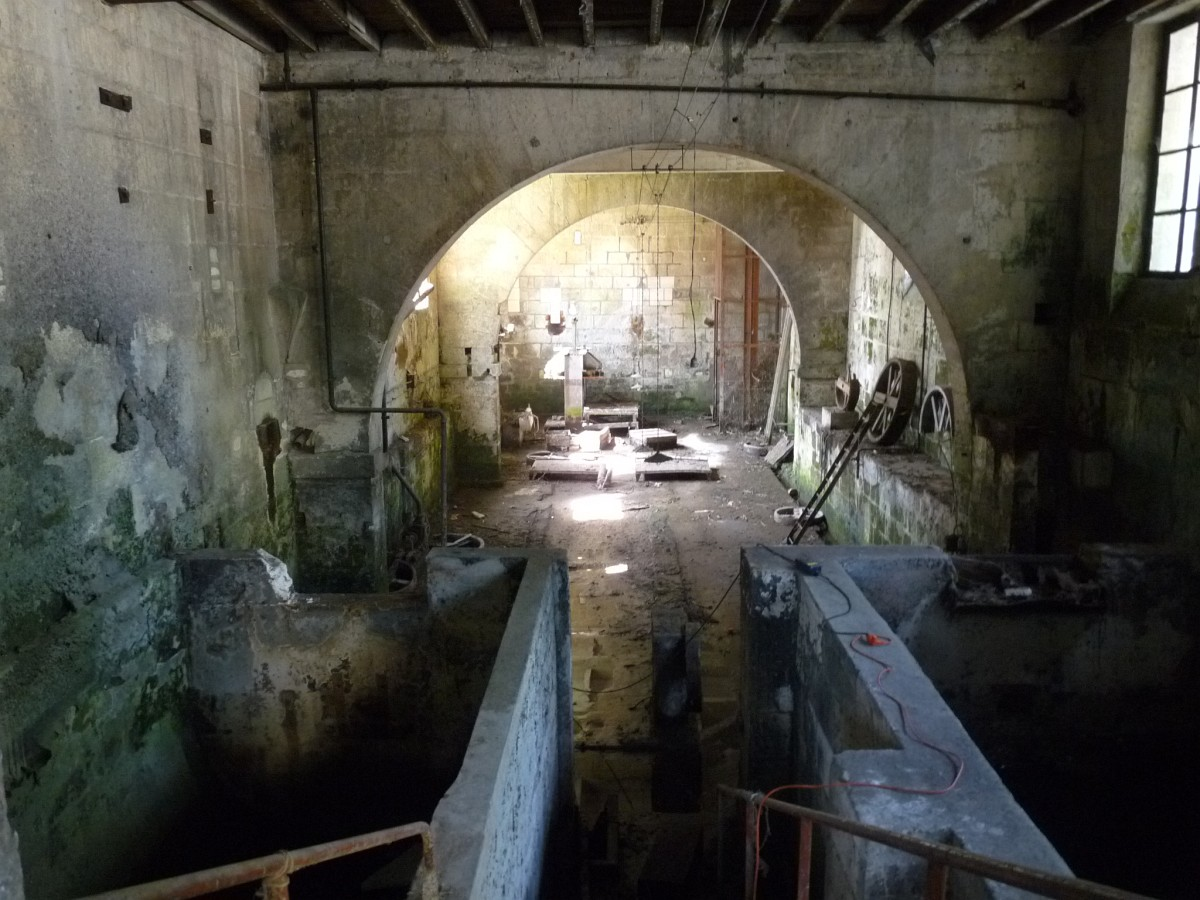
Salle où était implantée la machine à carton.

Les logements
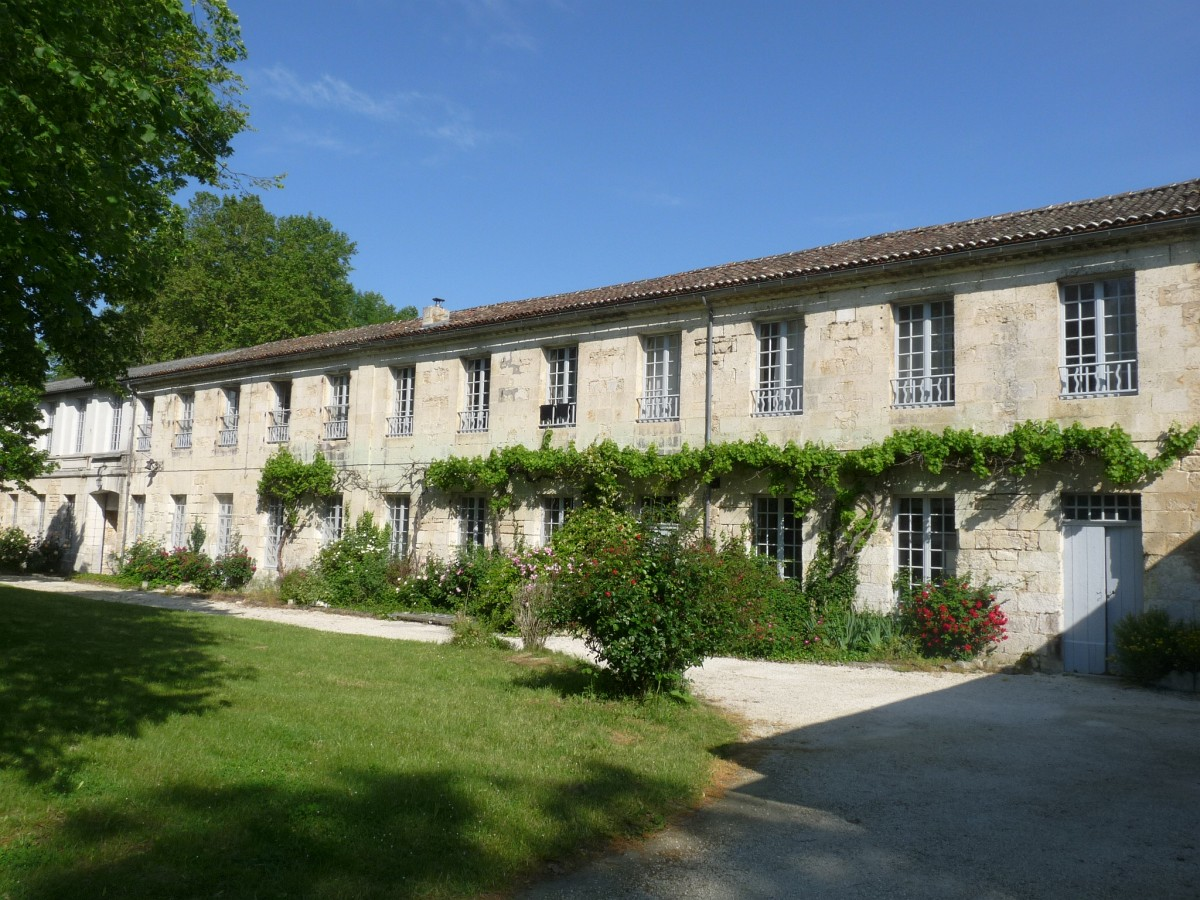
Anciens logements ouvriers et séchoirs (aile Est).
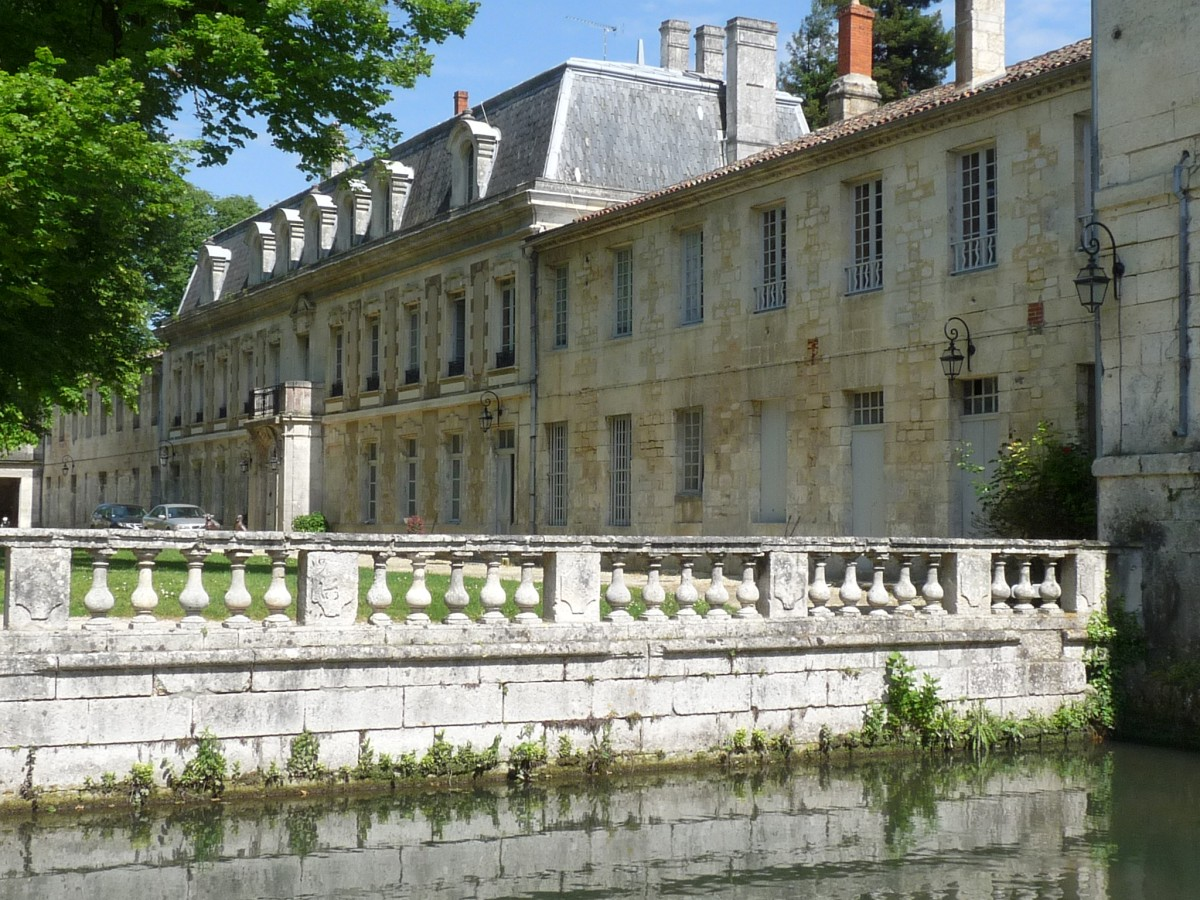
Le château vu de la fabrique.
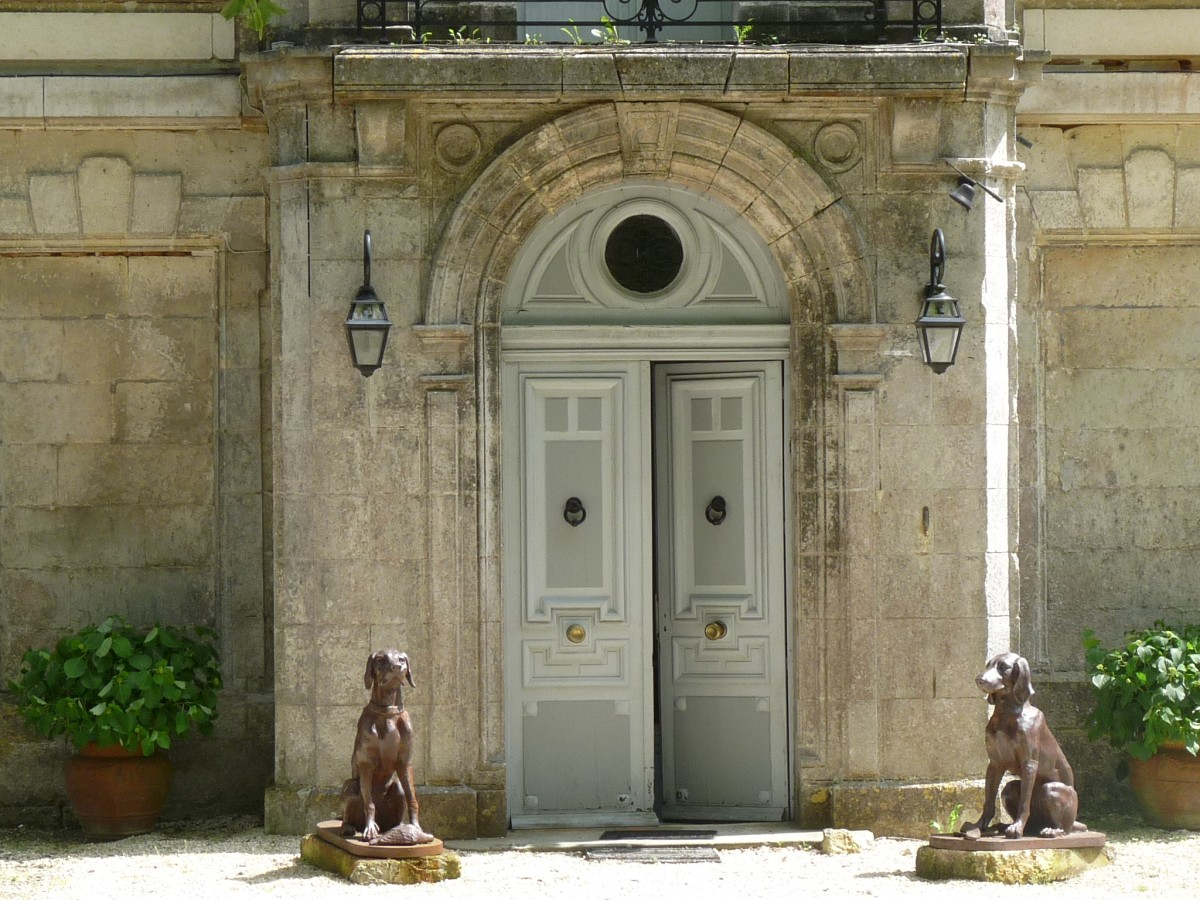
Porte d'entrée du château.
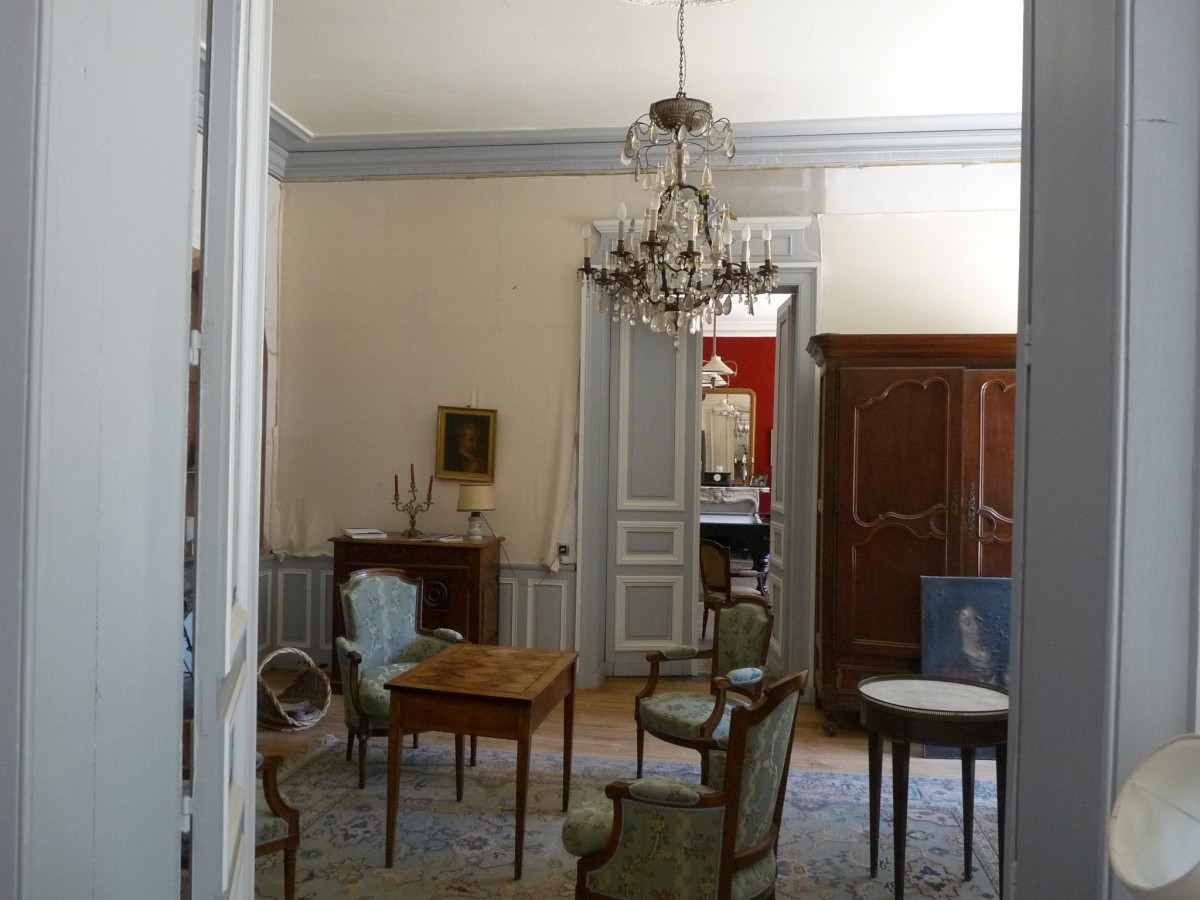
Salon.
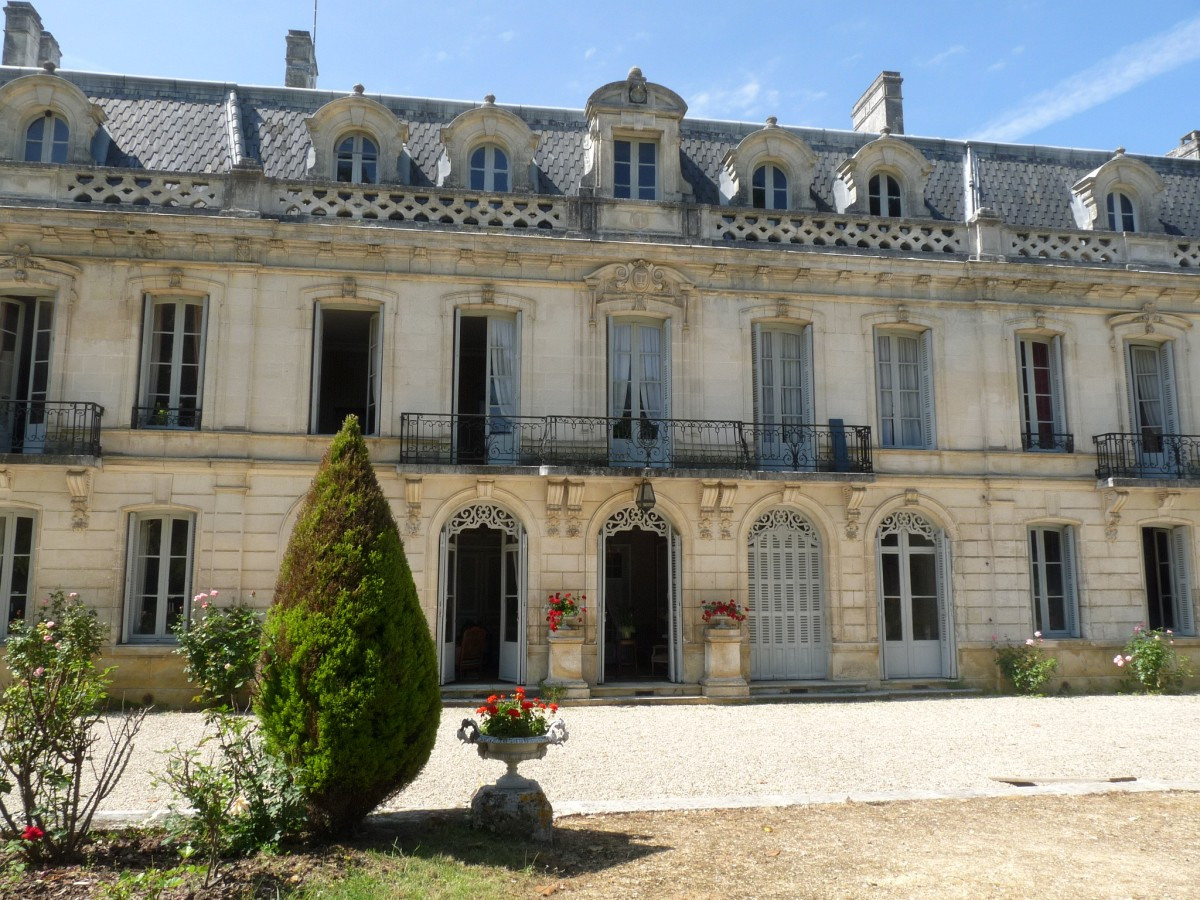
Façade côté parc.